# Горішний Кирило
Кири́ло Горі́шний (* 1977) — фотохудожник, француз українського походження.

Здобув ступінь магістра історії в Сорбонні.
Організував, зокрема у Львові, виставку «Моя Франція» фотомайстра Андре Кертеша у 2004, а також II-ий Міжнародний фестиваль фоторепортажу «Кути зору» у 2005, спільно з Посольством Франції в Україні. Директор Французького Культурного Центру у Львові з 2003 по 2005 рр.; з 2006 присвячує себе фотожурналістиці.
Співпрацює з міжнародною пресою (Le Monde, The Financial Times, VSD, Elle, Фокус, La Croix, Culture France, Twoj Styl…) та регулярно виставляє свої роботи у Парижі, Ліоні, Мадриді, Барселоні, Києві, Одесі, Торонто, Стокгольмі та Берліні.
У 2005 опублікував свої фотографії про Помаранчеву революцію в творі «Навіть сніг був помаранчевий» французького журналіста Алена Гіймоля.
За вибором журналу DFoto (грудень 2008) сайт http://www.kyrylo.com [Архівовано 9 травня 2021 у Wayback Machine.] визнаний одним серед найкращих вебсайтів українських фотографів.